# Emma Lahana
Emma Lahana est une actrice et chanteuse née le 27 juin 1984 à Auckland (Nouvelle-Zélande).
Elle est connue pour son rôle de Kira Ford dans la série télévisée Power Rangers : Dino Tonnerre et pour celui de la petite sœur de Savannah Monroe (interprétée par Ashley Tisdale) dans Hellcats.

## Biographie

### Vie privée
En 2005, Emma Lahana a eu une relation avec Brandon Jay McLaren.[réf. nécessaire].

## Filmographie

### Cinéma
- 2007 : Alien Invasion (Alien agent), film réalisé par de Jesse V. Johnson : Julie
- 2008 : La Castagne 3 : Shayne Baker
- 2010 : Transparency : Alex
- 2012 : Big Time Movie : Penny Lane

### Téléfilms
- 2009 : À l'aube du dernier jour (Polar Storm), téléfilm de Paul Ziller : Zoé
- 2010 : Péchés de jeunesse (Seven Deadly Sins), téléfilm de Robin Wasserman : Beth Manning
- 2011 : Les Chassés-croisés de Noël (Trading Christmas) (TV) : Heather.

### Séries télévisées
- 2004 : Power Rangers : Dino Tonnerre (Power Rangers Dino Thunder) : Kira Ford/Dino Ranger jaune
- 2007 : Power Rangers : Opération Overdrive (Power Rangers Once A Ranger) : Kira Ford/Dino Ranger jaune
- 2008 : Stargate Atlantis : le réplicateur basé sur Ava Dixon
- 2009 : The L Word : Missy P (saison 5 épisode 7 : Lesbians Gone Wild)
- 2009-2010 : Heartland : Blair
- 2010 :  Hellcats : Charlotte Monroe
- 2013 : Les Mystères de Haven : Jennifer Mason
- 2017 : Private Eyes (saison 2 épisode 15) : Holly Brown
- 2018 : Cloak & Dagger : Detective O'Reilly